# Hebalmkapelle

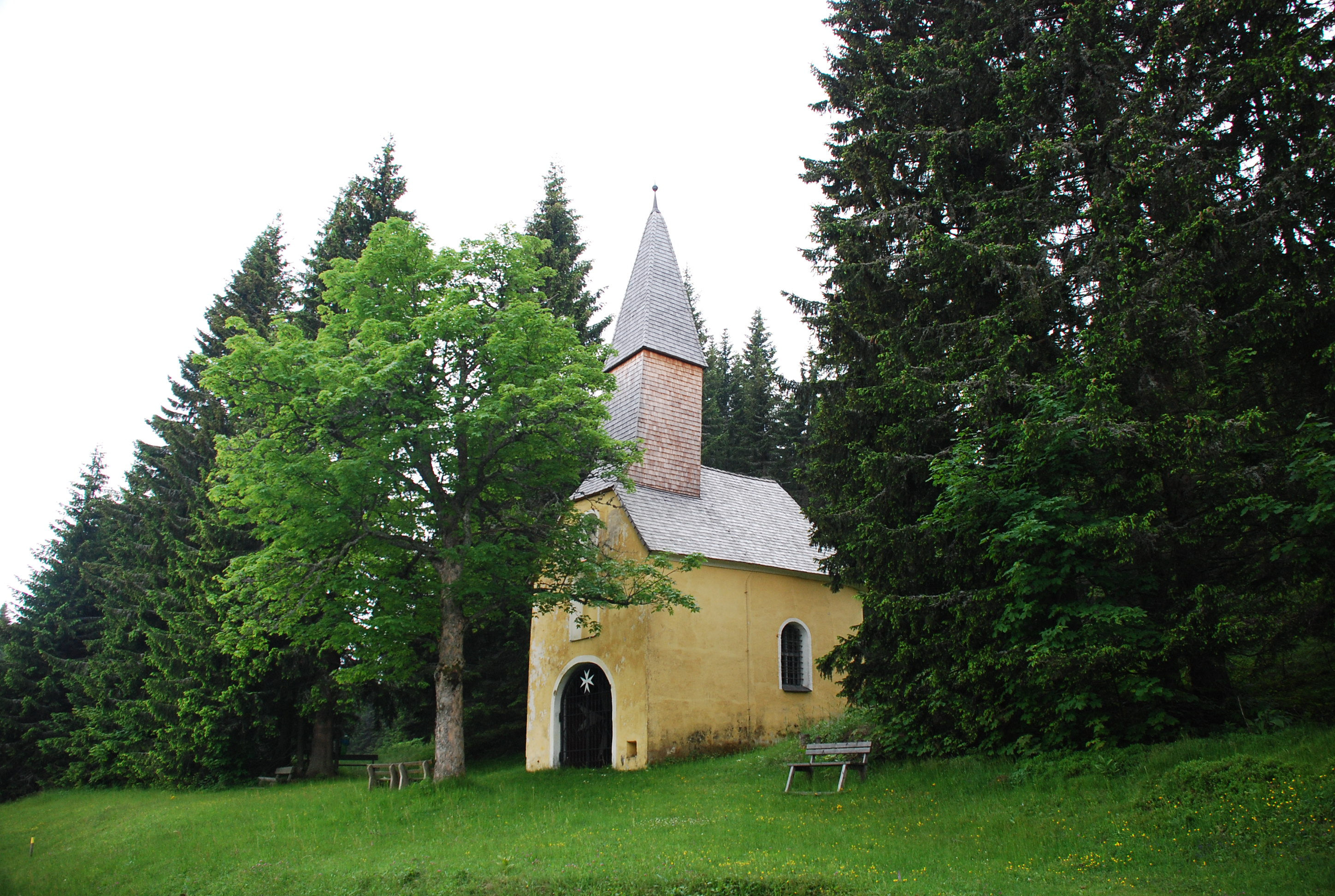
Hebalmkapelle

Die römisch-katholische Hebalmkapelle steht in der Hebalm im Süden des Ortsgebietes Pack in der Gemeinde Hirschegg-Pack im Bezirk Voitsberg in der Steiermark. Die auf das Fest Mariä Heimsuchung geweihte Kapelle der Pfarrkirche Pack gehört zum Dekanat Voitsberg in der Diözese Graz-Seckau. Ihr Innenraum ist selten zugänglich, nur an wenigen Tagen wird ein Gottesdienst in der Kapelle abgehalten, so am ersten Sonntag im Juli und am Sonntag nach dem 15. August (was auch die Termine der seit 2015 nicht mehr stattfindenden Hebalmkirtage waren).

## Geschichte
Eine erste Kapelle auf der Hebalm wurde 1685 durch die damalige Grundherrschaft Saurau errichtet. Sie war Maria Heimsuchung geweiht. Es wird angenommen, dass das Gotteshaus wegen der damals herrschenden Pestepidemie an der Grenze errichtet wurde, die die Hebalmhöhe bildete. 1691 ist erstmals eine Messfeier dokumentiert, dieser Gottesdienst wurde durch den Pfarrer von Schwanberg abgehalten. Ab 1696 wurde für diese Gottesdienste der Pfarrer der Pfarre Pack tätig, über welche die Messfeiern bis ins 21. Jahrhundert organisiert und abgehalten werden. 1784 wird der Ort in einer Mitteilung der Pfarre Pack als „Capela B.V.Maria visito in Alpibus“ bezeichnet.
Ab 1770 dürften regelmäßige Jahr- und Viehmärkte bei der Kapelle stattgefunden haben., in diesem Jahr ist auch erstmals eine Gaststätte „unter dem Seeberg“ (Erhebung nördlich der See Eben) dokumentiert, ebenso der Wirt namens Mathias Lind. In den Jahren danach lebte mit Genehmigung des bischöflichen Ordinariates Seckau ein vom Wirt aufgenommener und bezahlter Priester namens Franz Unterholzer bei der Kapelle, seine Unterkunft war die Gaststätte. Proteste der umliegenden Pfarrer dagegen blieben erfolglos. An seinen Gottesdiensten nahmen Fuhrwerksleute und Händler teil, die über die damalige Grenze zogen, ebenso die Besucher der Kirtage.
1796 wurde Franz Unterholzer wegen Krankheit durch einen anderen Priester namens Scherz vertreten, der auch in umliegenden Pfarren aushalf. Nach dem Tod von Franz Unterholzer 1802 wurde ein Kapuzinerpater aus Schwanberg, Christophorus Schlierger, geholt, der aber 1806 in sein Kloster zurückkehrte. Danach lebte kein Priester mehr auf der Hebalm.
Die Kirtage und Viehmärkte, die an den Sonntagen abgehalten wurden, die den Festen Mariä Heimsuchung (2. Juli) und St. Bartholomäus (24. August) am nächsten liegen, blieben bestehen, die Gottesdienste an der Kapelle wurden an diesen Tagen von der Pfarre Pack aus gehalten. Aus der Nähe zum Fest Mariä Himmelfahrt ergab sich daraus die Tradition, den zweiten Hebalmkirtag am Sonntag nach diesem Fest abzuhalten (im Gebiet als Großer Frauentag bezeichnet). 1823 wird berichtet, dass am Gottesdienst etwa 400 Personen teilnahmen, die anderen etwa 1600 Kirtagsbesucher waren bei der Gaststätte und beim Jahrmarkt dort verblieben, wo auch während des Gottesdienstes gezecht und gefeiert wurde. Die Priester lehnten dies ab, die Gottesdienste wurden aber weiter abgehalten, mit der Begründung, dass ansonsten die Leute der Kirche überhaupt fern bleiben würden. Die Kombination von Kirtagsterminen (und den damals kritisierten liederlichen Umständen) mit Gottesdienstterminen wurde öfter kritisiert, eine Trennung scheiterte aber u. a. daran, dass das Kirtagsgebiet (heute: um das Hebalmschutzhaus) und die Kapelle in verschiedenen Verwaltungsbezirken lagen. Auch heute noch liegt die Kapelle im Bezirk Voitsberg, während das Kirtagsgebiet in Deutschlandsberg liegt.
1833 war die Kapelle (damals als „auf der Stockeralpen“ bezeichnet) baufällig und wurde im Jahr darauf renoviert und neu geweiht. Eigentümer war damals noch die Herrschaft Saurau, deren Almen und das Wirtshaus waren verpachtet. 1834 wird vom Bau eines weiteren Wirtshauses etwa eine halbe (Weg-)Stunde entfernt berichtet. Es wird angenommen, dass es sich dabei um die Stoffhütte handelte.
1872 wurde eine außerordentliche Buß- und Bittprozession aus Anlass der seit 100 Jahren bestehenden Gottesdienste auf der Stockeralm abgehalten. Neben den Kirtagsterminen fanden damals auch dann Messen an der Kapelle statt, wenn sich der damalige Besitzer der Hebalmgüter, Graf Leopold Goeß von Ligist oder seine Mitarbeiter dort aufhielten.
Im Jahr 1796 wird über einen Streit um diese Kapelle zwischen den Pfarren Osterwitz und Pack berichtet: Das Abhalten von Messen (Messlesen) durch einen Osterwitzer Kaplan wurde vom Dechant aus Edelschrott abgelehnt, ebenso vom Pfarrer von Preitenegg. Begründung war, dass Knechte und Mägde Gelegenheit zu bösen Zusammenkünften und freyem Umgang zu pflegen hätten. Dass der Kaplan aus Osterwitz in der Kapelle die Messen las, ist ebenso wie das frühere Marienpatrozinium Beleg dafür, dass die Kapelle vor der Neuordnung der Grenzen im 19. Jahrhundert von der Pfarre Osterwitz aus betreut wurde.

## Ausstattung
Das Altarbild, gemalt 1974, zeigt in moderner Malweise die Bekehrungslegende des Heiligen Hubertus (Begegnung mit einem Hirsch, der ein Kreuz zwischen den Geweihstangen trägt). Dem Patrozinium ist in der Altarausstattung durch ein Marienbild oberhalb des Altarblattes (Hauptbild des Altars) Rechnung getragen.
Im Kapellenturm befindet sich eine kleine, hell klingende Glocke, die bei geöffneter Kapelle durch ein Zugseil geläutet werden kann. Das Dach der Kapelle wurde um das Jahr 2000 neu mit Holzschindeln gedeckt. Das Kapellentor trägt als Schmuck das Malteserkreuz.